# 조소앙

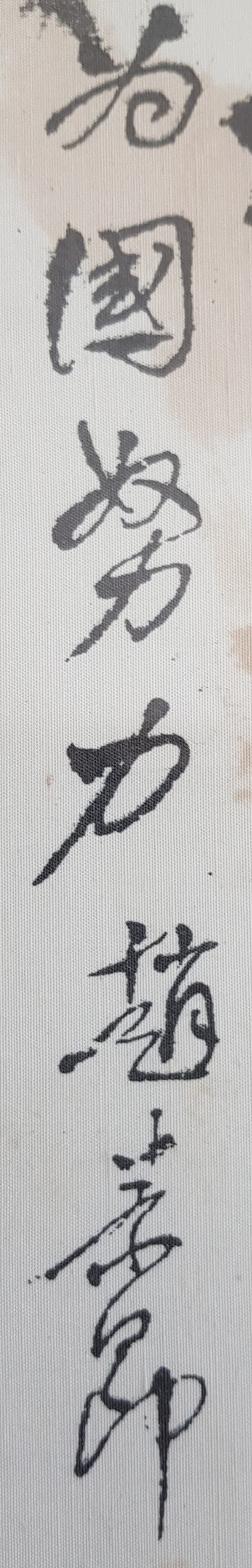
조소앙의 필체

조소앙(趙素昻, 본명: 조용은, 본명 한자: 趙鏞殷, 1887년 5월 2일~1958년 9월 10일)은 일제 강점기 조선 시대의 독립운동가이자, 대한민국 임시정부 시대의 정치인 겸 교육인이다.
경기도 파주(坡州) 출신이다. 본관은 함안(咸安)이다. 본명은 조용은(趙鏞殷)이며, 자는 경중(敬仲)이다. 필명으로 사용하던 조소앙(趙素昻)이 훗날을 기하여, 1918년 4월 30일 이후부터 개명한 이름으로 굳어졌다. 따라서 소앙 조용은으로도 부른다.
1919년 2월 1일 대한독립선언서를 작성하였고, 곧바로 일본 도쿄로 건너가 유학생들을 지도하여 2·8 독립 선언을 작성하도록 지도하였다. 1919년 3·1 운동 직후인 4월 11일 중국 상하이에서 대한민국 임시정부를 수립하기로 결의하고, 삼균주의 이념을 바탕으로 첫 헌법인 대한민국 임시헌장을 작성했다. 이후 대한민국 임시의정원과 정부에서 활동하였다. 임시정부 외무부장, 한국독립당 당수 등으로 활동했고 김구·여운형 등과 시사책진회 등을 조직하였으며, 임시정부의 외교활동과 이론 수립에 참여하였다.
1945년 광복 후에 귀국하여 임시정부 법통성 고수를 주장하였고, 김구, 이승만 등과 함께 활동하다가 1948년 4월에 김구, 김규식 등과 남북협상에 참여하였다. 남북협상 실패 후에는 노선을 바꾸어 대한민국 단독정부에 찬성하고 지지하였다. 1948년 사회당을 만들어 1950년 제2회 국회의원 선거에 서울시 성북구에 출마해서 전국 최다득표로 국회의원에 당선되었지만, 1950년 6.25 전쟁 당시 조선민주주의인민공화국으로 피랍되었다. 납북 후에 그는 조선민주주의인민공화국에서도 존경받는 '선생님'으로 불렸지만, 조선민주주의인민공화국 체제에 협조하지 않은 것으로 알려졌다.
유교 학맥으로는 할아버지 조성룡의 문인이며, 종교 사상적 활동으로는 삼균주의 사상가이자 육성교를 창시한 바있다. 정치, 교육, 경제 평등을 말하는 조소앙 선생의 삼균주의는 중국 기독교 정치가 쑨원의 삼민주의와 일본 유학시절에 번역한 "천부인권론"의 기독교적 '만민평등사상'에 영향을 받아 1918년부터 정립한 정치노선이다. 조소앙은 1911년 상동교회 전덕기 목사에 의해 세례를 받고 기독교에 입문하였지만 여섯개의 종교를 두루 아울러야 독립운동가들과 민족의 분열을 막을 수 있다고 생각하여 1915년 육성교를 창시하였다. 하지만 1918년 삼균주의를 정립한 이후에는 기독교만으로 충분하다고 여기고 종교통합에 대한 주장은 더 이상 하지 않았다.
대한민국의 건국에 기여한 공로를 인정받아 1989년 건국훈장 대한민국장을 받았고, 이듬해인 1990년 조선민주주의인민공화국에서 조국통일상을 받았다.

## 생애

### 생애 초기

#### 출생과 가계 배경
조소앙은 1887년 4월 10일(음력), 경기도 파주군 월롱면에서 함안 조씨 가문의 아버지 조정규와 어머니 박필양의 6남 1녀 중 2남으로 출생하였으며 지난날 한때 경기도 포천군 이동면에서 잠시 유아기를 보낸 적이 있고 훗날 경기도 양주군 백석면에서 성장하였다. 어려서부터 신동으로 소문이 자자했던 그는 조부 조성룡으로부터 한학을 배우기 시작하여 1902년 상경하여 성균관에 입학했다. 성균관에 최연소로 입학하기 전까지 사서오경, 제자백가서등 한학을 공부하였다. 성균관 재학 시 그는 신채호를 알게되었고, 신채호와 함께 일본에 대한 '황무지 개척권 양도'에 반대하여 성토문을 작성하였다. 성균관 졸업 후에는 '황실 특파유학생'으로 선발되어 1904년 일본으로 건너갔다.
1904년 일본으로 건너가 도쿄부립제일중학교에 입학하였다. 1905년 가츠우라 토모오 교장이 '한국학생들이 열등하다'는 민족차별적인 발언을 하자, 동맹파업을 주도해 항의했다. 중학교 졸업 후 1908년 3월 메이지대학교에 입학했다. 일본 유학 시 조소앙은 공수학회와 대한흥학회간부로서 유학생운동에 적극적으로 참여하였다. 특히 그는 1909년 12월에 일진회 성토문 기초위원으로 선정되었으며, 1910년 8월에는 대한흥학회 차원에서 추진한 '합방'반대운동의 중심인물로 활동하였다. 이로 인해 그는 경찰에 체포되어 곤욕을 치르기도 했다. 1911년에는 조선유학생학위회 회장이 되기도 했는데, 이러한 그의 행보는 '요시찰 인물'로 끊임없이 일제 경찰의 감시를 받았다. 1912년 3월에 메이지대학교를 졸업한 뒤 귀국하여 조선법률학교 교수로 근무했으며, 일제식민지 한국을 떠나 상해 임시정부에서 외무부장을 역임하면서 임시정부의 브레인으로 활동했다. 프랑스의 노벨문학상 수상자인 베르그송을 만나 '시간'에 대하여 철학적 담론을 나눴으며, 러시아의 러시아혁명가인 레닌과 영국 노동당 맥도널드 상원의원과 만나 사회주의에 대해 대화를 나누었다.

#### 성균관 수학
그의 백형 구심 조용하(1882~1932)는 함안 조씨 가문의 8대 종통의 종손으로 한성관립외국어학교와 한성관립불어학교를 졸업하고 관립범무학교 재학 중에 1901년 12월 독일 주재 대한제국공사관 서기로 임명되어 근무하면서 조소앙에게 서신과 책을 여러 차례 보내어 학업과 진로에 대해 조언을 하였다.
1902년 조소앙은 성균관의 경학과에 입학하여 사서삼경, 중국사, 본국사, 본북지지, 세계사, 세계지지, 산술, 작문 등을 배웠다. 성균관 재학시 단재 신채호와 교우했으며, 정부가 산림과 천택을 일본에 팔아넘기는 것을 반대하여 신채호 등과 함께 성토문을 작성하여 항의하였다.
그의 맏형이 대한제국의 외교관이었으므로 조소앙은 자연히 국제정세에 밝게 되었는데, 그의 맏형을 통해서 열강의 동향 등 국제정세를 비교적 자세히 배울 수 있었다.

### 청년기

#### 일본 유학
성균관을 2년 만에 마치고 황실유학생 자격으로 1904년 11월 일본에 유학하여 도쿄부립 제1중학교를 졸업하였다. 이때 최린, 최남선과 동학하였다. 정칙학원에서 영어를 배운 뒤 일본 메이지대학교에 입학하였다. 대학 재학 중 그는 재일한국인 유학생들과 함께 대한흥학회(大韓興學會) 창립을 주도하였다.
1910년 대한흥학회 주최 합방 반대 집회에 참여하였고, 조선의 윤치호, 함태영, 김규식 등에게 밀사를 파견하였다. 그러나 밀사들은 일본 경찰에 발각되었고, 이로 인해 일본 경찰에 연행되어 조사를 받고 풀려났다.
1911년 서원보, 전덕기 목사로부터 세례를 받고 기독교에 입문하였다. 일본 메이지 대학에서 공부하던 때, 미국 미니애폴리스에서 열리는 국제회의에 참석하기 위해 이승만(李承晩)이 1912년 3월 29일 도쿄에 도착해 한국 유학생들이 모여 환영회를 열었고 이날 강연을 하였는데, 이때 조선의 독립을 주장하는 연설을 듣고 독립운동에 뜻을 품게 되었다.

#### 귀국 후 교육활동
1912년 메이지 대학교 법학과를 졸업하고 귀국하여 경신학교(儆新學校) 교사로 임용되고 양정의숙(養正義塾)에도 교사로도 초빙, 이후 경신학교와 양정의숙에서 교사로 활동하였다. 동시에 대동법률전문학교 교사, 조선법학전수학교(朝鮮法學專修學校) 교사로도 출강하였다.
1913년 중국 베이징을 거쳐 상하이로 망명하여 김규식과 함께 독립운동에 본격 참여하였다. 1913년 신규식(申圭植)·박은식(朴殷植) 등과 동제사(同濟社)에 참여하였다. 신규식·박은식 등과 함께 동제사를 박달학원(博達學院)으로 개조하여 청년들을 교육했고, 진영사·황각 등과 함께 신아동제사(新亞同濟社)와 아시아 민족의 반일단체 대동당(大同黨)을 조직하였다.
1915년 민족의 사상적 대동단결과 정신적 유도를 목적으로 종교인 육성교(六聖敎)를 창시하였다. 이는 단군조선의 시조 단군 왕검은 '독립사상', 불타는 '자비제중(慈悲濟衆)', 공자(孔子)는 '충서일관(忠恕一貫)', 소크라테스는 '지덕합치(智德合致)', 예수 그리스도는 '애인여기(愛人如己)', 무함마드는 '신행필용(信行必勇)'으로써 연결하여 육성 일체를 구상하는 것이다. 기독교인이었던 조소앙이 육성교를 통하여 종교통합을 주장하게 된 이유는 여섯개의 종교를 두루 아우르는 것만이 독립운동가들과 민족의 분열을 막을 수 있다고 생각하였기 때문이었는데 1918년 삼균주의를 정립한 이후에는 더 이상 종교통합을 주장하지 않았다. 1915년 그 해 귀국하여 청년들을 중심으로 독립운동단체 결성을 준비하였으나 이듬해 병을 얻어 6개월간 입원하여 치료를 받았다.

#### 독립운동을 위한 망명
퇴원 후 상하이로 다시 망명하여 동생 용주 및 중국 인사들과 대동당 결성을 준비하여 1917년 7월 상해에서 신규식, 박용만 등과 대동단결 운동을 전개하였다. 이를 위해 대동단결의 선언을 기초하였다.
1919년 2월 1일 대한독립선언서를 기초하는 등의 활동을 하였고, 2월에는 만주 길림에서 대한독립의군부를 조직하는데 가담하여 의군부 부령이 되었다. 신규식의 지시에 따라 일본 도쿄로 파견되어 2·8 독립선언을 위하여 유학생들을 지도하였다. 신익희, 윤치영, 여운홍 등 당시 일본에 유학중이던 유학생들과 김상덕 등과 함께 2·8 독립선언을 기획하였다.

### 독립운동

#### 임시정부 조직
1919년 상하이 대한민국 임시정부 수립에 참여하였으며, 1919년 4월 10일 3·1운동 이후 일제강점기 조선의 경성부에서 조선민국 임시정부가 수립되고 정도령에 손병희, 부도령 및 내각총리경에 이승만을 임명해서 내각을 구성할 때 조소앙은 교통무경에 임명되었다. 1919년 4월 11일 중국 상하이에서 신규식과 함께 혁명당을 조직하여 이사로 취임하였다. 이어 대한민국 임시정부를 수립할 목적으로 대한민국 임시 헌장과 임시의정원법을 제정하는 초대 임시 의정원 의원(지역구 경기도 대표)으로 선출됐다. 제1회 대한민국 임시의정원이 개회되고 초대 국무총리에 이승만을 선출하고 국무원이 구성될 때 조소앙은 대한민국임시정부 국무원 비서장에 선임되었다. 조소앙은 대한민국청년외교단의 외교특파원으로 임명되어 본 국에서 군자금 모집, 송금, 임시정부 선전, 독립사상 고취 등의 대한민국 임시정부 대외 홍보업무를 담당하였다.

#### 외교 활동

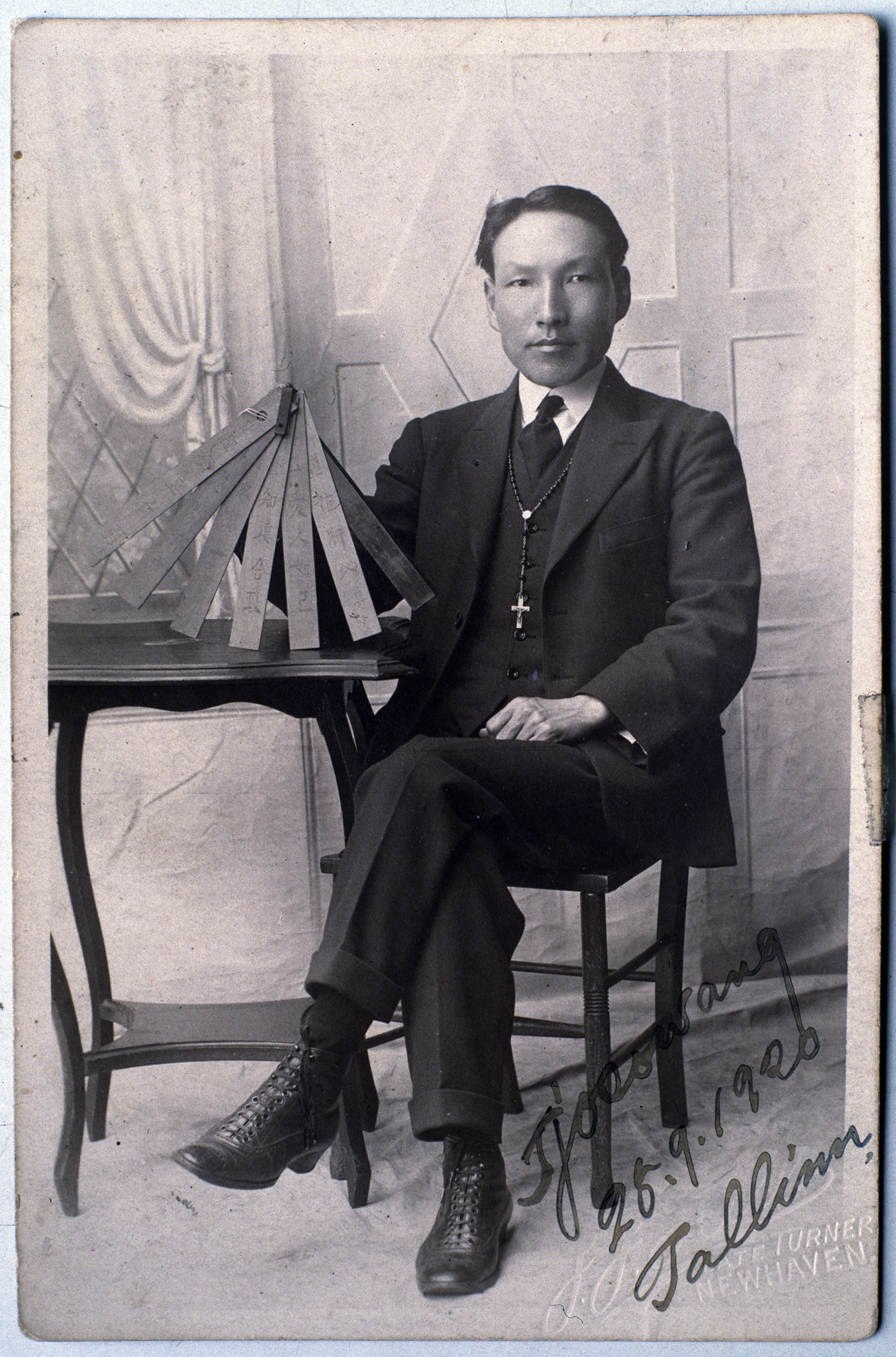
유럽시찰 중 에스토니아 탈린을 방문한 조소앙

조소앙은 임시정부의 국체(國體)와 정체(政體)의 이론정립 및 대외홍보 등에서 주역으로 활동하였으며 1919년 5월에는 파리강회회의에 참석하기 위하여 유럽에 갔으나 이미 회의가 종료되었으므로 유럽 각지를 여행하며 한국 독립에 대한 국제사회의 지지를 호소하고 1919년 8월에는 스위스와 네덜란드에서 연이어 열린 국제사회당 대회에 참석하여, 한국의 독립에 관한 결의안을 통과시키기에 이르렀는데, 당시 사회주의국제연맹 총회에 한국인으로는 최초로 참석한 사람 중의 한사람이기도 하였다. 9월에는 영국을 방문하여 영국노동당 인사와도 교류하였다. 1920년 2월에는 파리에서 앙리 베르그송을 만났으며 4월에는 영국 런던에서 맥켄지를 만나고 노동당의 맥도날드 등을 만나 일제의 만행을 규탄하고 독립을 호소하였다. 5월에는 덴마크, 리투아니아, 에스토니아를 방문하고 소련으로 가서 소련 공산당을 방문한 뒤, 소련 내 여러 곳을 방문하였다.
1921년 3월 모스크바 공산당대회를 참관하고 5월 이르쿠츠크, 치타, 만주를 거쳐 북경에 돌아와 만주리선언을 발표하여 공산주의에 대한 비판적인 견해를 발표했다. 1922년 1월 국민당 간부이자 무정부주의자였던 장계의 초청으로 북경에서 상해로 돌아왔다. 그는 국제사회당 대회 참석, 사회민주주의 국가 서유럽의 학자와 정치가들과 교류, 사회주의 국가 소련 방문에 대한 경험을 토대로 한살임당 일명 대동당을 조직하고 한살임요령을 발표하였다. 또한 상해에서 한살임 당원인 김상옥을 만나 사이토 조선총독의 암살에 대해서 결의를 고취하여, 김상옥이 종로 경찰서에 폭탄을 던지도록 하였다. 1922년 국제연맹 파리강화회의에 김규식을 보좌하기 위하여 동행하였다. 1922년 7월 김구, 신익희, 안창호, 이시영(李始榮), 여운형 등 50여 명과 함께 시사책진회(時事策進會)를 조직하는데 참여하였다.

#### 임시정부 고수
1921년부터 임시정부의 개조를 주장하는 개조론(안창호, 여운형, 김동삼 등), 창조와 해산을 주장하는 창조론(김규식, 신채호 등), 임시정부의 법통을 수호하는 임정수호론이 제기될 때 그는 김구·이동녕 등과 임정 수호론을 주장하였다. 임시정부의 여러 사람들이 1921년 미국으로 건너간 후 임시정부로 돌아오지 않는 임시 대통령 이승만에 대한 탄핵을 주장하였다. 그는 조완구·최창식 등과 함께 이승만 탄핵을 반대하였다.
이승만의 도미 이후 그는 이승만과 편지 서신과 통신으로 연락을 주고받았다. 동시에 상하이 현황을 이승만에게 알리는 연락원이기도 했다. 1925년 3월 이승만으로부터 편지를 받았다. 이승만은 조소앙에게 보낸 편지에서 '안창호가 미국에서 추종자들을 시켜 한인으로부터 인두세(人頭稅)를 거둬 임정으로 보낼 것'이라며 그의 행동을 은근히 비난했다.

#### 이승만에게 쿠데타 제의
임시정부내 친이승만 세력이었던 그는 1925년 3월 이승만이 탄핵되어 면직되자 그는 1925년 5월 16일 이승만에게 보낸 편지에서 임시정부에 대한 '무력 쿠데타'를 권유하였다. 그는 또 다른 방안으로 하와이에서 임시 의정원을 소집해 새 정부를 조직하자는 급진적인 '권력 만회 구상'을 펼쳤다.
...(이상 중략)...전날 말씀드린 대로 선포문을 발간하십시오. 전후 내막을 폭로해 내외 동지의 굴기(崛起)를 고취하며 일면으로 무사(武士) 기십 인을 지휘하여 (임시)정부와 의정원의 인장(印章)을 압수하고 즉각 내각을 발표하여 정령을 반포하면 현 정부는 와해될 것이오니...(이하 중략)...

 - 1925년 5월 16일 이승만에게 보낸 편지 중에서

이후에도 그는 이승만에게 수시로 상하이 임시정부의 현황, 상하이와 중국 내 독립운동가들의 동태를 꾸준히 서신으로 작성하여 이승만에게 보고하였다. 조소앙은 광복 직전까지 이승만에게 서신을 주고받으며 교류한다.

#### 국무위원 활동 및 무장단체 참여
1926년 이후 임시정부의 외무총장, 학무총장으로 선임되었으며 국무위원으로 선출되고 이듬해 한국유일독립당 촉성회를 결성하고 상임위원으로 선임되었다. 이후 김구와 함께 특무대를 조직하여 일본의 요인 암살에 노력하였다.
1927년 11월 이동녕, 김구, 안창호, 이시영, 홍진 등과 함께 한국유일독립당 촉성회를 결성하고 상임위원으로 선임되었다. 1929년 한국독립당 창당때, 이동녕, 김구, 이시영 등과 함께 창당발기인으로 참여하였다. 이때 정치균등, 경제균등, 교육균등을 기조한 삼균주의(三均主義)를 창시하고 이를 당헌과 당강으로 기초하여 통과시켰다. 삼균주의에 기초하여 그는 '태극기 민족혁명론'을 발표하였다.
1930년 7월 국무위원장 이동녕과 함께 국무위원 외무장에 임명되었다. 1932년 봄 윤봉길의 홍구공원일왕암살미수사건으로 중국인 이정의 도움으로 항주로 피신하여 1년간 머물렀다. 11월 임정 임시국무회의에 참석, 임정 외무부장의 명의로 이승만을 스위스 제네바에서 열리는 제네바 국제연맹 회의의 전권대사로 임명하는 임명장을 발송하였다. 1933년 1월 임시의정원에서 국무위원과 임시정부 내무부장에 임명됐다가, 3월 6일 해임되고 임시의정원 의원으로 피선되었다. 1930년대에도 김규식, 김원봉, 김두봉 등을 중심으로 민족유일당 운동이 추진되면서 임시정부 해체 주장이 나왔으나 그는 김구, 이동녕 등과 함께 임정을 유지해야 된다는 의견을 굽히지 않았다.

### 일제 강점기 후반

#### 민족유일당 운동
1933년부터 김규식, 김원봉 등과 함께 민족유일당 운동에 가담하였다. 1934년 삼균주의를 국시(國是)로 한 '대한민국임시정부건국강령'을 기초하고, 임시정부 국무회의에서 채택하도록 하였다. (→ 1941년 임시정부는 선생의 삼균주의에 입각한 대한민국건국강령을 공표하였다.)
1934년 한국대일전선통일동맹의 결성에 참여하였다. 1935년 7월 민족혁명당이 조직되자 이에 참여하였고, 9월 민족혁명당을 탈당하고 한국독립당을 재건하였다. 임시정부가 항주로 이전하자 국무위원 외무장에 재선되었다. 1936년 임시정부 국무회의에서 국무위원 겸 내무부장으로 임명됐다. 1936년 3월 3·1만세 운동 제17주년 기념일을 맞이하여 한국독립당의 명의로 된 기념선언을 발표하였다. 1937년 한국광복진선(韓國光復陣線)이 결성되자 한국독립당 대표로 한국광복진선에 참여하였다. 1939년 10월 대한민국 임시의정원에서 국무위원으로 선출되었고 외무부장에 임명되었다.
한국 독립운동가들의 갈등을 놓고 쑨원의 아들 쑨커가 "너희 사람은 왜 뭉치지 못하느냐"며 조롱하자 조소앙은 "한국 사람이 위대한 것이다. 한 사람 혼자서 천하를 영도해나가는 것은 한국 사람들에게서나 볼 수 있는 일이니 중국 사람이 모방할 만 한 일이 아니냐"며 반박하였다.

#### 임시정부 재입각
1940년 5월에 한국국민당, 조선혁명당, 한국독립당 재건파 등 3당이 통합되어 한국독립당을 재창립할 때 한국독립당 중앙집행위원회의 부위원장으로 피선되었다.
1940년 8월 임시정부가 쓰촨성 충칭으로 옮긴 뒤 9월초 임시정부 외무부장에 선출되었다.

#### 광복군 창설과 외교 활동

맨 앞줄 좌로부터 (박찬익, 조완구, 김구, 이시영, 차이석
두 번째 줄 맨 왼쪽 성주식, 오른쪽 김붕준
맨 뒷줄 왼쪽부터 조성환, 조소앙, 이청천, 이범석, 이름 미상

9월 한국광복군 창립식에 참여하였고, 9월 17일 조소앙은 자신이 친히 작성한 한국 광복군 포고문을 발표하였다. 1941년 12월 9일'대일본선전포고문'을 작성, 발표하였다. 1941년 대한민국 건국 강령의 초안을 작성, 발표하였다.
1942년 2월 12일 충칭 주재 미국대사관 대사 고스(Clarence E. Gauss)를 방문하였다. 방문에서 조소앙은 중국이 한국 임시정부를 쉽게 승인하지 않는 이유는 일본이 패배한 뒤 한국을 다시 중국의 종주권 안으로 넣으려는 속셈으로 파악하였다. 1942년 11월 24일 조소앙은 고스와의 대화에서 중국은 한국에 대해 제국주의적인 태도를 가지고 있으며, 중국이 강요한 준승안에 분개하여 정부를 워싱턴으로 옮길 것을 검토한다고 알려주었다. 동시에 인도에 사람을 파견하였고 이승만과도 연락을 취하였다.
1944년 4월 임정 국무위원 겸 외무부장으로 재선되었다. 1945년 2월 28일 임시정부 외무부장의 명의로 독일에 대하여 선전포고를 하였다.

#### 광복과 귀국

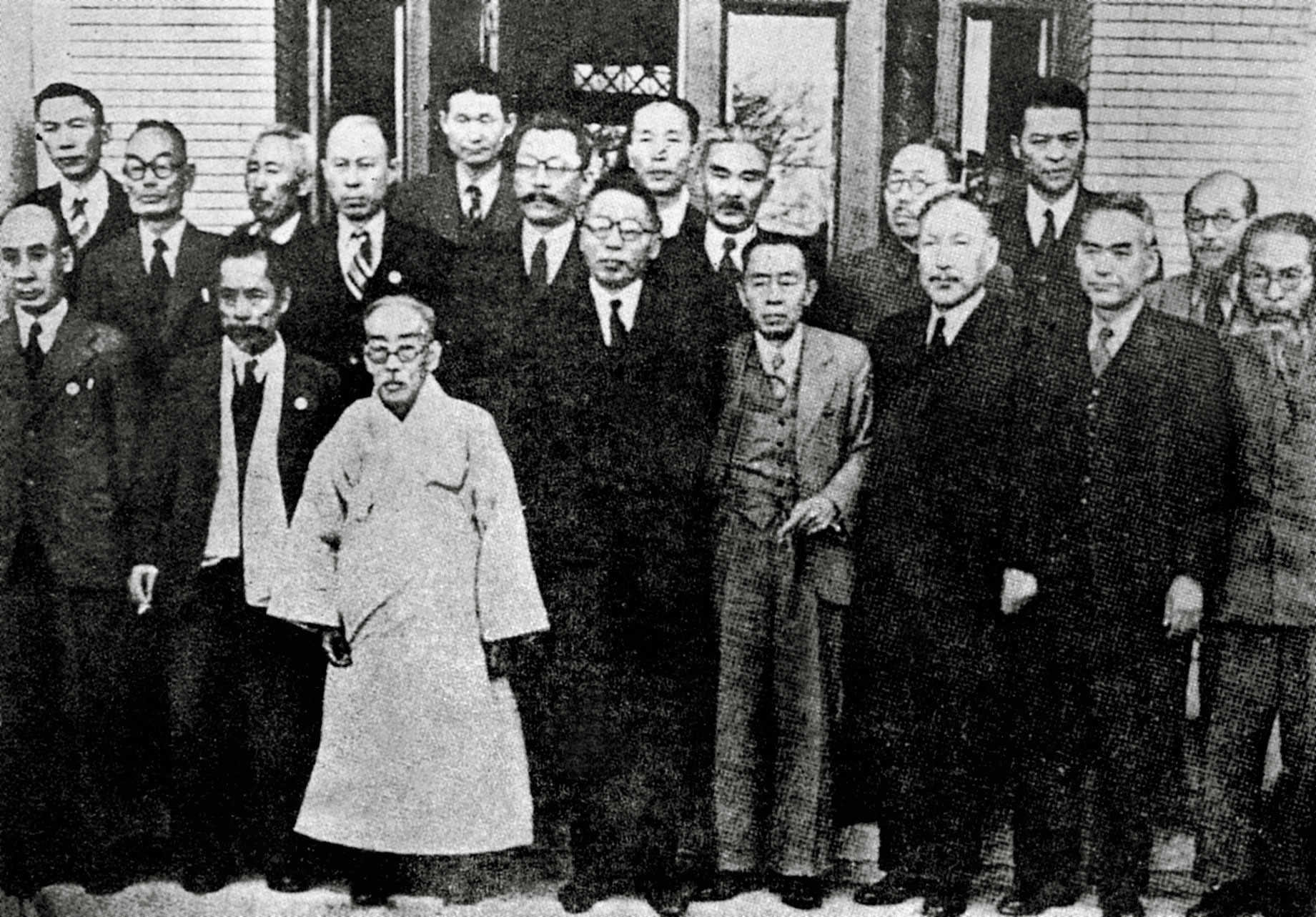
1945년 12월 3일. 임시정부요인 귀국기념 사진.

1945년 11월 23일 임정 환국요인 1진으로 귀국하였고, 1945년 말 조소앙은 임정 대변인으로 한국독립당 부위원장으로 있었다. 1945년 12월 29일 밤 10시부터 개최된 신탁통치 반대운동 준비를 위한 경교장 회의에 참석하였다. 12월 30일 송진우가 암살되자 12월 31일 조소앙은 테러는 혼란의 근원일 뿐이라는 성명서를 언론에 발표하였다.
1945년 12월 30일 김구, 신익희 등과 함께 신탁통치에 반대하는 반탁운동을 주도하였다. 1946년 1월 1일 오전 미군정청 사령장관 하지에 의해 김구, 이시영 등과 함께 군정청으로 소환되어 경고를 받았다. 이후 조소앙은 신탁통치 반대운동에서는 소극적인 태도를 취하게 되었다.

### 해방 후

#### 광복 직후

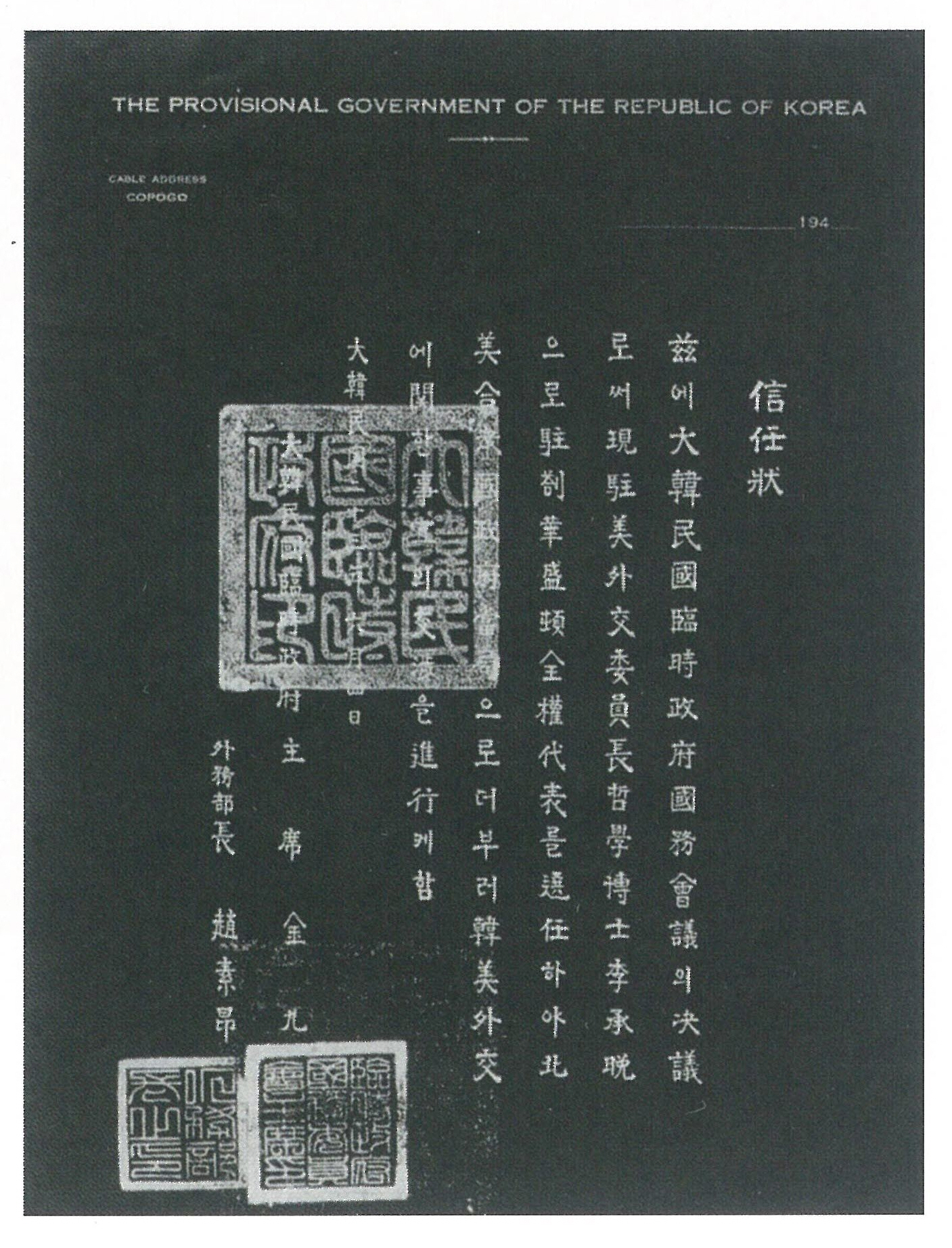
대한민국 임시정부 주석 김구와 외무부장 조소앙 명의로 발급된 이승만의 워싱턴 전권대표 신임장

1946년 한국독립당 부위원장에 재선임되었다. 1월 이승만이 미국에 갈 때, 김구와 조소앙은 '이승만의 민족 외교'를 위해 '외교사절 후원회'를 조직했다. 이어 반탁투쟁에 적극 참여하는 한편 이승만의 단정 수립을 위한 미국 외교 설득을 지원하기 위한 후원, 성금 모금운동을 진두 지휘하여 이승만의 워싱턴 방문 여비를 마련하였다.
'이승만 박사 외교사절 후원회'의 부위원장은 조소앙이 맡았고, 김구와 배은희 등은 반탁총동원위원회나 비상국민회의에서 이승만의 외교 비용을 마련하기 위해 돈을 거뒀다. 그리고 김구와 조소앙은 이승만의 조선의 책임자로 적극적으로 도미 외교를 지지하였다. 1946년 1월 16일 김구를 위원장으로 하는 반탁독립투쟁위원회가 결성되었을때, 조성환, 김성수와 함께 반탁국민회 공동 부위원장에 선출되었다. 이어 그는 국민의회를 조직하고 국민의회 상무위원회 의장에 선출되었다.
1946년 2월 13일 비상국민회의에서 최고정무위원직(총 28명)에 선출되었다. 1946년 2월 14일 비상국민회의 외교위원장으로 선출되었다. 2월 14일 민주의원결성대회가 열렸으나 정인보는 여운형, 함태영, 김창숙, 조소앙 등과 함께 민주의원 의원직을 거부하였다.
1946년 3월 김구와 임정 계열 일부 인사들이 이승만의 생각과는 달리 3.1절을 전후하여 정부수립을 추진하려던 계획이 알려지자, 3월 5일과 3월 6일 미군정에 의해 김구, 조완구, 유림 등과 함께 주한미군 사령관실로 불려가 잡아넣겠다는 협박을 받았다. 다시 한국독립당 부위원장으로 선출되었다. 12월 미군정이 남조선과도입법의원을 설치하고 그에게 관선의원에 선출하려 하였으나 취임을 거부하였다.
1947년 1월 26일 경교장에서 열린 반탁독립투쟁회 결성에 참여하고 반탁투쟁회 부위원장의 한사람으로 선출되었다.

#### 각정당협의회 조직
1947년 말 한국독립당 내의 진보파와 함께, 좌우합작운동을 추진했던 중도파와 협력하여 각정당협의회를 결성하였다. 여기서는 남북대표의 회담은 물론 유엔과의 협의를 중시했다. 그러나 이 노력은 김구 계열에 의해 좌절되었다.
1947년 한국독립당에서도 좌우합작위원회에 호응하기 위해 산하 각정당협의회를 결성하였다. 이 각정당협의회는 사실상 조소앙이 지도하였다. 1947년 11월 18일 한독당 각정당협의회는 유엔총회에서의 한국문제 결의를 비판하고 미소 양군의 조속한 철병과 남북회담의 촉진을 주장하는 비교적 장문의 공동담화를 발표하였다. 그런데 11월 19일 김구는 한독당 당무위원회에서 각정당협의회의 활동을 보류시키도록 지시함으로써 각정당협의회는 중대 난관에 봉착하였다.
한독당에서는 김구의 보류 조치에 반발하는 인사들을 제명처분하였다. 이 때 한독당의 일부 인사는 테러를 당하였고, "각 정당협의회를 추진하는 것은 조소앙 선생 지도 하에 당을 분열하려는 것."이라는 증언을 강요받았다고 한다. 이를 계기로 조소앙은 한독당 내에서도 궁지에 몰리게 되었다.

### 장덕수 암살과 정계 은퇴
1947년 12월 2일 장덕수가 자택에서 암살될 때 현장에서는 한국독립당의 당원인 초등학교 교사 배희범, 당원이며 군정청 경찰관인 박광옥이 체포되었다. 이들의 배후로는 임정출신인 국민회의 동원부장이자 한독당 중앙상무위원 김석황, 국민회의 비서장이며 한독당 중앙위원인 조상항 등이 체포되었다. 12월 20일 조소앙이 군정청 경찰에 연행되었다.
허정은 조소앙을 찾아가 '왜 설산을 죽였소'라고 항의하였고 조소앙은 너털웃음을 짓고 직접적인 답변을 회피하였다. 허정은 "너털웃음으로 숨길 수 있을 줄 아시오? 끝내 속이지는 못합니다."라고 외치고는 뛰쳐나왔다.
12월 20일 조소앙은 장덕수 살해에 연루되어 신문을 받았다. 장덕수 암살 사건의 배후로 지목되어 소환당하면서 그에 대한 비판여론이 조성되었다. 1947년 12월 20일 조소앙은 정당관계 등 일체를 사퇴하는 정계은퇴 성명을 냈다. 이에 서중석은 '장덕수 살해에 연루되어 신문을 받은 것도 한 원인이 된 것 같다'고 분석했다. 그러나 1948년 1월 남북협상에 참가를 선언하고 다시 정계에 복귀하였다.

### 정부 수립 이후

#### 남북협상 참가

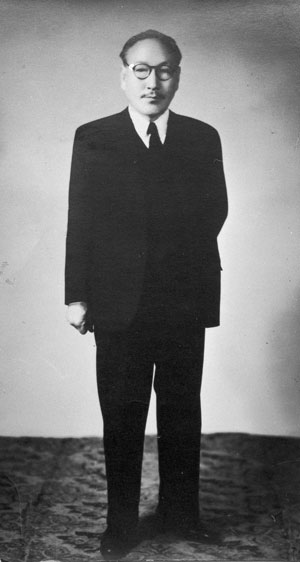
조소앙 선생.

1948년 1월 국민의회와 한국민족대표자대회의 통합대회에서 의장으로 피선되었고 2월부터는 남북협상에 참여하였으며 3월에는 삼균주의학생동맹을 결성하였다. 이후 김구, 김규식 등과 함께 남북협상 참가 의사를 밝힌다.
방북 직전 조소앙이 북한행을 하려 하자 대한민국 임시정부 출신인 신익희가 여러 번 찾아와 그를 만류하였다. 일본 유학 중에 만난 김성수(金性洙)도 찾아와 북한에 가지 말라고 만류하였다. 이승만도 사람을 보내 방북하지 말라며 설득하였다. 그러나 조소앙은 북행을 결심하였고 김구, 김규식과 함께 4월 남북협상을 위해 평양을 방문하였다.
5월 내려온 후 조소앙은 남북협상의 실패를 인정하였다.
이번 방북 길은 완전히 실패다. 우리가 완전히 모욕 당하고 들러리를 섰다.

38선을 넘어온 뒤 여현에서 성명서를 발표했다. 이를 여현성명이라 한다. "남북협상은 완전히 실패다. 이북에 가보니까 김일성이 군사세력을 가지고 완전히 자기 독재정권을 형성해 나가고 있다."고 하였다. 조소앙은 김일성의 의도를 파악하고는 "김일성이 군사력을 바탕으로 단독정권을 세울 준비를 다 끝냈는데, 단독정부 수립을 하지 않겠다는 결의문을 채택했으니, 우리가 완전히 이용당한 것이다." 서울에 와서 그는 남북협상의 실패를 기자와 지인들에게 설명하고 북한은 병영국가화 될것이라며 대한민국 단독정부 수립에 찬성하는 입장을 표시하게 된다.
남북협상 실패 직후 성명과 언론 발표, 강연 등을 통해 협상을 정치적 속임수라고 비판하던 그는 김구와 남북협상 실패 문제를 놓고 대립하여 분열하게 되었다. 이후 김구, 김규식 등과 갈등하게 되었고, 한국독립당 내에서도 김구와 의사충돌을 하게 되었다. 결국 조소앙은 김구와 결별하고 임정의 한국독립당에서 떨어져 나와 사회당을 창당하였다. 이후 그는 대한민국 정부 수립을 지지하였으며, 7월 21일 대한민국 초대 내각 인선 때 그는 총리 예비 후보자로 추천되기도 하였다.

#### 공산당 프락치 축출과 단정 지지 선언
박헌영과 김일성은 조소앙의 주변에도 조선공산당의 프락치를 심어두고 정보를 빼내고, 그를 속였다. 1948년 5월 남북협상의 실패를 인정한 조소앙은 자신의 주변에 심어졌던 조선공산당의 프락치들을 내쫓아버린다.
광복 직후부터 해방일보의 기자 자격으로 임시정부와 경교장을 출입했으며 조선공산당과 남조선로동당의 당원이었던 박갑동(朴甲東 은 조소앙과 가까이 지내게 되었다.
박갑동은 당시 조소앙의 주변에 심어진 조선공산당의 첩자의 존재를 증언하였다. 그에 의하면 '조소앙 선생의 비서 중에 김흥곤(金興坤)이라는 전남 광산 사람이 있었는데, 공산주의자였다. 박갑동은 '내가 그분한테 빠져 삼선교 앞에 있는 조소앙 선생의 집으로 하숙을 옮겼다'고 회고하였는데, 공산당의 당원이었던 박갑동조차 김흥곤이 공산당에서 심은 프락치인 것을 모를 정도로 속았다고 한다.
| “ | 김흥곤이라는 전남 광산 사람이 있었는데, 공산주의자였어요. 또 사범대를 나온 그의 부인도 공산주의자였는데, 김흥곤 씨는 매일 나하고 먹고 자고 했던 사람이었어요. 그러니 누가 그 사람이 프락치인 줄 알았겠어요? 그(김흥곤)가 6.25 때 조소앙 선생을 모시고 북한으로 넘어갔지만 공산당의 프락치가 다 그렇더라구요. 계훈제씨도 나와 같이 먹고 자고 그랬는데, 깜빡 속고 말았어요. -박갑동의 증언 | ” |

공산당의 당원이었던 박갑동만 속은 것이 아니었다. 계훈제도 김흥곤 등을 비롯한 공산당의 프락치들이 조소앙의 주변에 숨은것을 미처 인식하지 못하고 속아넘어갔다.
그러나 자신의 주변에 공산주의자들이 심은 간첩이 포진한 것을 눈치챈 조소앙은 1948년 5월 단독정부 지지 성명을 발표해버린다. 그러나 조소앙 스스로 공산당의 프락치들을 축출하고 우익 정치인임을 스스로 주장하고, 반공주의적인 입장을 천명하였음에도 공산당원이 그의 주변에서 기생한 것 때문에 공산당이라는 꼬리표가 1975년 무렵까지 그를 따라다녔다.

#### 김구, 김규식과 결별, 사회당 창당
공산당의 첩자들을 색출해서 쫓아낸 뒤, 조소앙은 남북협상은 실패로 간주하고, 단독정부에 협력하자고 주장했다. 그러나 그의 주장은 김구, 김규식에게 받아들여지지 않았다. 귀환 직후부터 계속된 김구, 김규식 등과의 갈등 끝에 조소앙은 1948년 10월에는 한국독립당 탈당계를 발표하고 한독당을 탈당하였다.
통일의 원칙만 사수하고 단선반대를 외치는 것은 어찌보면 공허한 외침이다. 더구나 민족분단을 해소하기 위한 통일의 구호만을 부르짖으면서 그 길로 가는 길목을 가로 막을 수는 없다.

 당원동지들은 선택하자. 현실적 내치, 외교, 군사문제를 거쳐서 완전한 통일국가와 독립정부의 완성에까지 노력하는 깃발을 잡아야 할 것이다.

- 한독당 탈당 성명서 중-

한독당 탈당 이후 그는 이미 단정 수립이 확실해진 상황이라 판단하고 안재홍등과 같이 현실적인 노선으로 바꿔 대한민국 정부 수립을 긍정하는 입장으로 선회한다. 동시에 1948년 4월의 남북협상을 실패로 규정하고, 조선민주주의인민공화국측의 제2차 남북협상 제의를 거절한다. 1948년 12월 백홍균, 조시원, 양우조 등과 함께 천도교 강당에서 삼균주의 이념을 강령으로 하고 사회당을 창당하였다. 사회당창당 초기에는 방응모(方應謨) 등도 참여하였으나 방응모는 뒤에 1950년 5월의 총선거에서는 한국독립당 공천으로 출마한다. 이후 그는 사회당 당수로 활동하며 단독정부를 인정하는 입장에 섰다.

#### 정치 활동
1949년 6월 26일 김구가 안두희의 총격을 받고 피살되자 김구를 추모하는 논평을 발표하였고, 김구의 국민장 장의위원회에 참석하였다. 김구의 국민장 기간 10일 간 오세창·김규식 등과 함께 상을 주관하였다.
1949년 8월 20일 민족진영강화위원회 상무위원에 선출되었고,
1950년 5월 제2대 국회의원 선거에 출마 의사와 사회당의 총선거 참가의사를 밝힌 뒤, 당원들에게도 출마를 권유하였다.
1950년 5월 30일 제2대 총선거에 사회당의 참여를 독려하였고 조소앙 자신도 서울 성북구(城北區)에 입후보, 출마하였다. 서울 성북구에 출마하여 민국당 조병옥(趙炳玉) 후보와 맞붙었다. 이 선거는 조병옥이 경찰들을 동원하여 조소앙측 선거운동원 83명을 경찰서에 구금하는등 경찰을 동원한 압력과 테러 행위들을 서슴지 않았다. 그리고 선거 전날인 5월 29일에는 "조소앙이 공산당의 정치자금을 받아쓴 것이 탄로나 투표일을 하루 앞두고 월북했다."라는등 근거도 없는 사실무근의 벽보와 전단을 성북구 일대에 뿌렸다. 당황한 조소앙은 선거 당일 새벽에 지프 차에 확성기를 달고 지역구를 돌아다니면서 자신의 건재함을 알렸다. 선거결과 조소앙은 전국 최고 득표를 받아 민국당의 조병옥을 크게누르고 국회의원에 당선되어 국회의원으로 활약하였다.
1950년 6월 6·25 전쟁이 발발했다. 6월 28일 조선인민군이 서울을 점령하였으나 피신연락을 받지 못하고 인민군에 의해 끌려가 조선민주주의인민공화국에 납북되었다.

### 생애 후반

#### 납북 이후

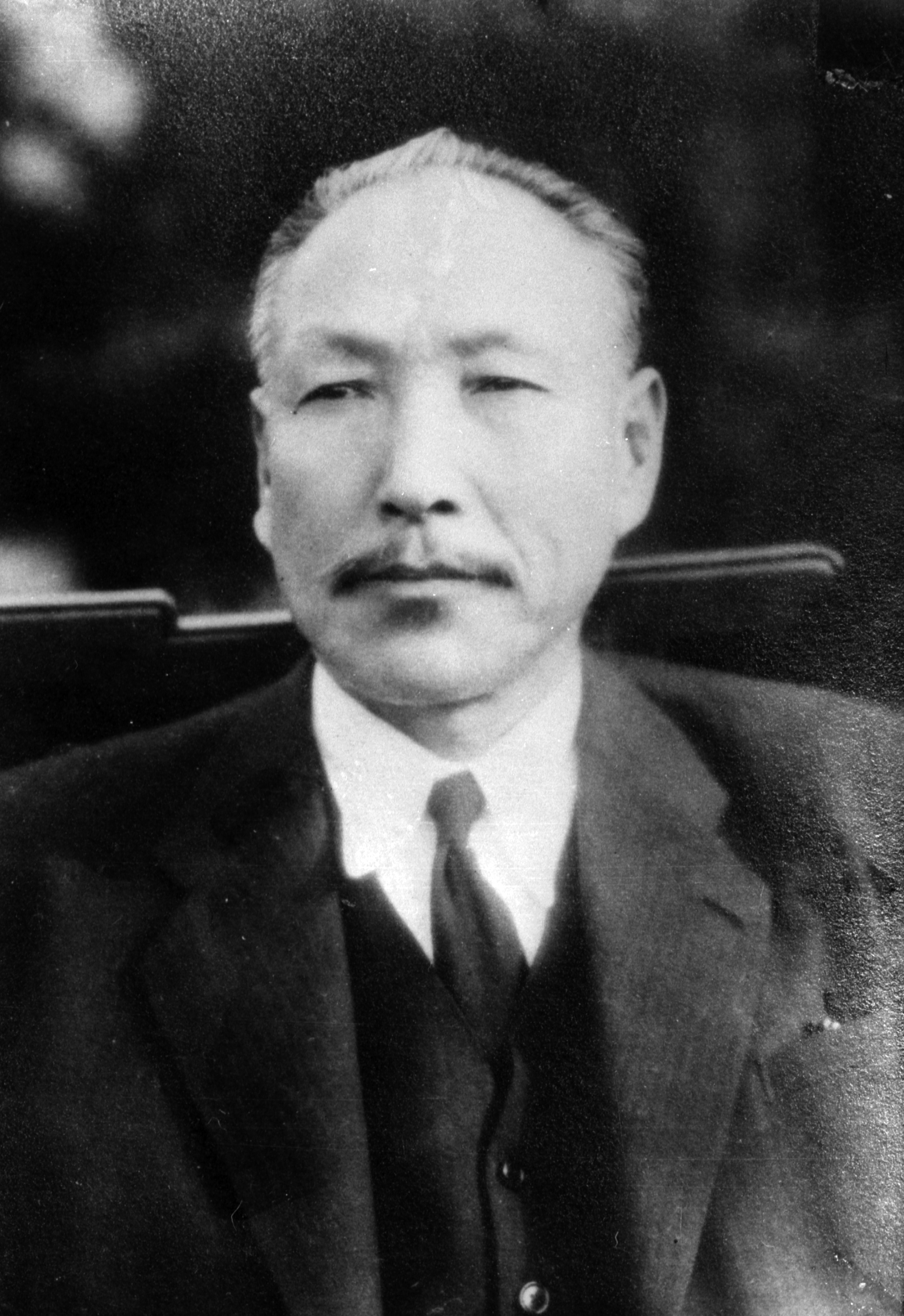
생애 후반의 조소앙

납북 후 북쪽에서는 1955년 납북인사들과 함께 한국독립당 재건을 추진하였고 북한에서도 ‘중립화 통일방안’을 제기하면서 납북인사들의 독자적 평화통일운동을 추진하려 노력하였다. 1954년 6월 김일성과 만난 조소앙은 다시한번 중립화 통일방안의 중요성을 역설한다.
중립화 통일 방안은 우리 조선의 장구한 역사적 경험과 교훈, 그리고 오늘 우리 조선이 처해 있는 상황으로 보아 외부 세력의 침략과 간섭을 배제하고 진정한 자주적 평화 통일을 달성하기 위한 유일한 방안이 된다고 주장하고 싶습니다.

중립화만 보장되면 외부 세계의 침략과 간섭은 없어지고 나라의 평화도 보장되며, 민족의 통일과 단결을 이룩하고 통일 위업 달성을 더 앞당길 수 있을 것이라고 확신합니다.

 -김일성과의 면담에서-

조소앙에게 처음에 호의적이던 조선민주주의인민공화국 정계에서는 오히려 조선민주주의인민공화국 중심의 통일 방안을 지지해줄 것을 요구했다. 조소앙은 재북평화통일촉진협의회를 만들어 중립화 통일 방안에 대한 입장을 고수했다. 1955년 대한민국 서울에서 이승만 대통령 암살 미수 사건이 발생했다. 한국독립당 당원들과 독립운동가들이 대거 연루된 이 사건에서 이승만 정권은 북한에 있던 조소앙을 사건의 배후로 지목하였다. 그러나 조소앙이 배후 조종을 했다는 근거는 발견되지 않았다.

#### 최후
1956년 7월 재북평화통일촉진협의회를 조직하는데 참여하여 재북평화통일촉진협의회 최고위원 에 선출되었다. 한편 1956년 대한민국에서는 이승만을 암살하려던 공산당원의 암살기도가 미수로 끝났는데, 당시 자유당 정권은 이를 조소앙이 사주한 행위라고 그에게 덮어씌웠다. 재북평화통일촉진협의회에 통일방안이 자신들의 생각과 다르다고 판단한 북한당국은 납북인사들을 탄압, '엄항섭, 명재세, 노일환' 등에 반혁명분자라는 혐의를 씌어 연행한다.
1958년 9월 북측이 '엄항섭(嚴恒燮) 사건'으로 엄항섭 등을 체포하자 조작이라며 이에 항의하여 단식투쟁을 벌였다. 단식투쟁 중 병을 얻어 9월 10일 타계했다고 알려져 있다.

### 사망 관련 의혹
그의 사망은 정확하게 알려진 것이 없으며 목격자도 존재하지 않는다. 자살 설, 타살 설, 질병에 의한 돌연사 설 등이 전하고 있다.
일각에서는 투신 자살하였다는 설이 있는데, 이는 2002년 조소앙의 비서로 지냈던 김흥곤이 '와전된 얘기'라면서 부인했다. 1970년대말 평양시 신미리에 있는 애국열사릉으로 이장됐다.

## 사후
- 남한에서는 조소앙의 서거 소식이 전해지자 서울에서 유해없는 장례식을 치른 뒤, 경기도 양주군 남면에 가묘(假墓)에 안장되었다.
- 1970년 삼균학회에서 《소앙문집》 상·하권을 간행하였다.
- 1975년 창립된 삼균학회는 1984년 경기도 양주군 남면 황방리 선영 근처에 의관장으로 묘소를 만들고 묘소 옆에 조소앙이 생존에 적어 놓은 자신에 대한 글을 새긴 묘비를 세웠다.
- 대한민국 정부는 고인의 공헌을 기리기 위하여 1988년에 건국훈장 대한민국장을 수여하였다.
- 조선민주주의인민공화국에서는 1990년 8월 15일 조국통일상이 추서되었다.[34]
- 2003년에는 독립기념관 경내에 조소앙의 삼균주의와 간략한 이력을 비석 전·후면에 새긴 '조소앙선생어록비'를 세웠다.

## 사상·종교적 측면
종교 사상적 활동으로는 삼균주의 사상가이자 육성교 창시자였다.

### 삼균주의
조소앙은 1930년대 초에 삼균주의를 제창하였다. 그의 삼균주의는 정치의 균등화, 경제의 균등화, 교육의 균등화를 말한다. 보통선거제로 정권을 가지런하게 하고, 국유제로 경제를 가지런하게 하며, 국비 의무교육으로 교육을 가지런하게 하자는 것이다. 그 밖에 귀국 직후의 강연과 제2대 대한민국 국회의원 선거 유세에서 그는 각 아이마다 우유 한 병을 마시게 할 것을 역설하기도 했다. 박갑동은 삼균주의를 그의 정치철학 이라 하였다. 삼균주의는 '한독당과 임시정부의 정강정책의 골자를 이루고 있었'다 한다.

### 종교 활동
할아버지 조성룡으로부터 한학(漢學)을 수학하였으나 후에 육성교를 창시하였다. 단군의 독립사상, 석가의 자비제중(慈悲濟衆), 공자의 충서일관(忠恕一貫), 소크라테스의 지덕합치(知德合致), 예수 그리스도의 애인여기(愛人如己), 무함마드의 신행필용(信行必勇)을 두루 본받자는 것으로 제종교의 사상의 융화, 융합을 추진하였다.

## 평가
- 합리주의자이며 현실주의적이라는 평가가 있다. 그가 1918년 만주 길림(吉林)에서 작성, 기초하여, 1919년 2월 1일에 발표한 《대한독립선언서》(大韓獨立宣言書)는 대한민국 임시정부의 수립에 큰 영향을 주었다는 평가가 있다.
- 그의 가족과 친지들은 월북자의 가족, 측근이라는 이유로 주변의 차별과 냉대를 받아야 했다. 광복군으로도 활동했던 셋째아들 조인제는 월북인사의 아들이란 낙인 때문에 번번히 취직에 실패하였다. 셋째 며느리인 안종덕이 가족의 생계를 책임져야 했다. 조소앙의 주변에 공산당의 프락치들이 기생한 것 역시 그를 공산당으로 몰고가는 원인이 됐다.
- 1970년대부터 복권 여론이 나오기 시작, 그가 공산주의자가 아니었다는 점과 한국 전쟁 당시 조선민주주의인민공화국으로 간 것이 자발적 월북이 아니라는 점이 지적되면서 복권 시도가 추진되었다. 후에 복권되었다.
- 1990년대에 와서 조소앙의 주변에 있었던 박갑동 등의 증언에 의해 공산당이 그의 주변에 첩자를 심어두고 정보를 빼내고, 그를 기만했음이 알려지면서 누명을 완전히 벗게 되었다. 박갑동은 '그 양반은 풍채도 좋을 뿐더러, 한독당의 이론가[28]'라고 하였다. 박갑동은 그가 '신·구 학문을 철저히 공부하여 국제문제와 종교문제에 대해서는 임정에서 제일가는 분이었습니다.[28]'라는 평을 내리기도 했다.
- 정치인 이철승에 의하면 '조소앙은 그야말로 명분주의자였고, 사회주의 색채가 강한 분이었습니다.[36]'라는 평을 내렸다. 또한 이철승은 그가 '선생은 이론과 명분, 지조가 있는[36]'인물이라는 평을 내리기도 했다.

## 저서
- 《동유약초》일본 유학 중 출간
- 《한국문원》(韓國文苑) (1932)
- 《유방집》(遺芳集) (1938)
- 《소앙집》 (1970)

## 상훈
- 1988년 대한민국 건국공로훈장 대한민국장
- 1990년 8월 15일 조선민주주의인민공화국에서 조국통일상[34]

## 가족 관계

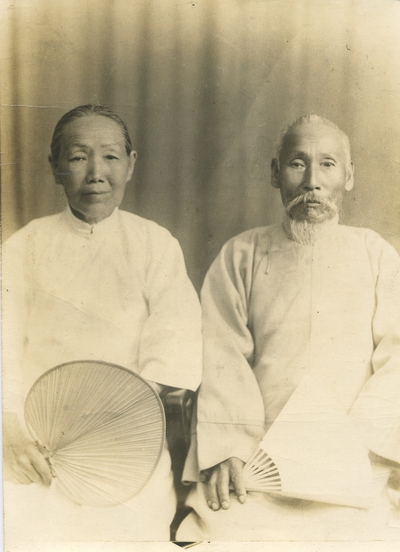
조소앙의 부친 조정규와 모친 박필양

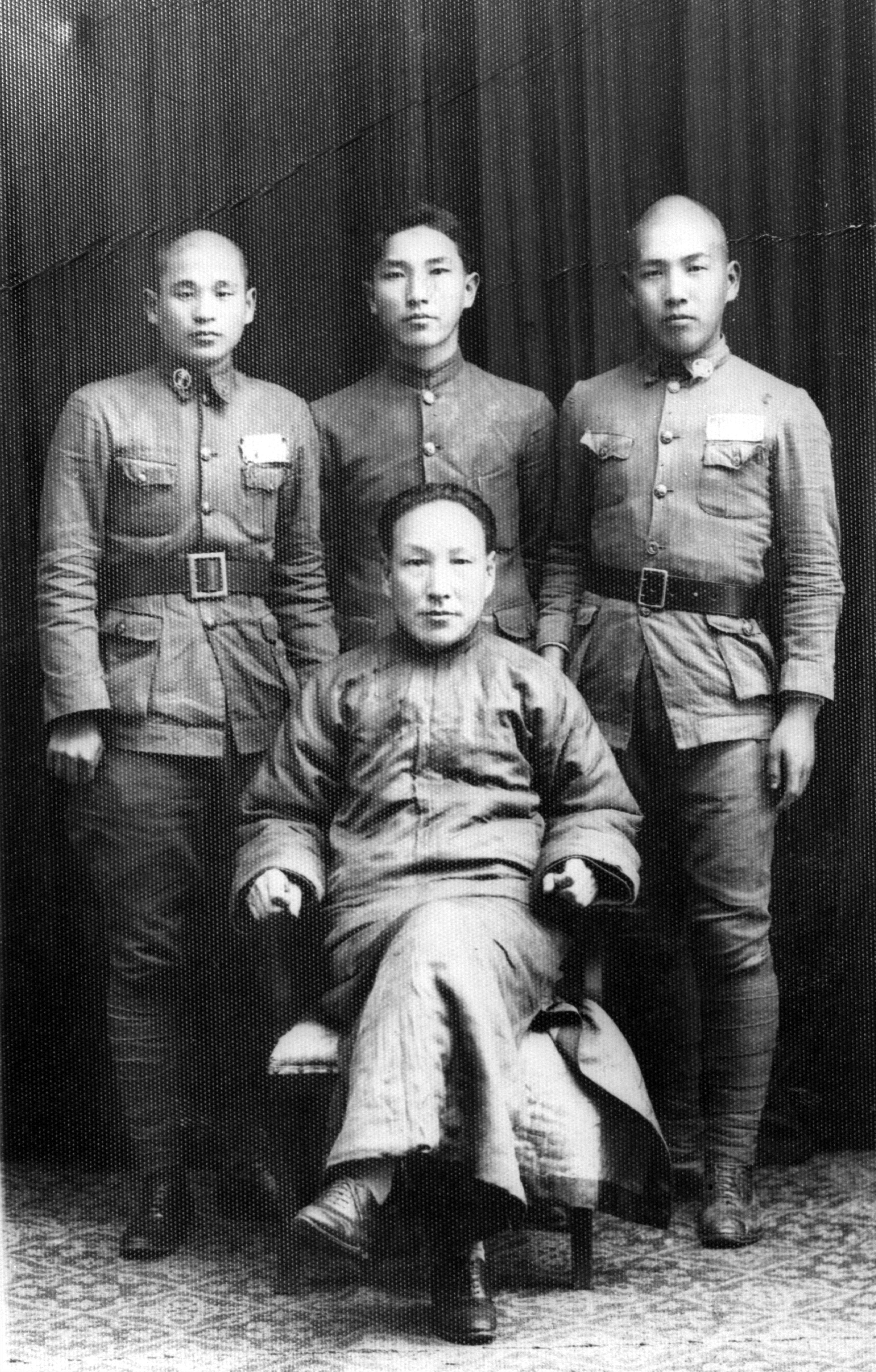
조소앙이 1936년 중국 광동 육군군관학교 생도였던 아들들과 같이 찍은 사진이다. / 1줄 : 조소앙 / 2줄 : ○, 조시제(아들), 조인제(아들)

형은 조용하이고, 동생은 조용주, 조용한, 조시원, 조용진이다. 조시제는 조소앙의 아들로 임시정부의 특명으로 만주로 파견되어 임무를 수행하던 중 1947년 연안파 독립동맹계 김창만에게 안동에서 암살당하였다. 조인제는 조소앙의 3남으로 1940년 광복군에 입대, 광복군 총사령부참령을 지내는 등 항일 유격전을 펼쳤다.
독립운동가 오광선(吳光鮮)은 조소앙의 부인(夫人)인 오영선의 사촌이었다.
- 아버지 : 조정규(趙政奎)
- 어머니 : 박필양(朴必陽)
  - 형님 : 조용하(趙鏞河, 1882 – 1937)
  - 동생 : 조용주(趙鏞洲, 1889 – 1937)
  - 동생 : 조용한(趙鏞漢, 1894 – 1933)
  - 여동생 : 조용제(趙鏞濟, 1898 – 1948)
  - 동생 : 조용진(趙鏞津, 1901 - 1934)
  - 동생 : 조시원(趙時元, 1904 – 1982), 안춘생의 장인
  - 부인 : 오영선(吳永善, 1887 – 1961)
    - 아들 : 조시제(趙時濟, 1913 – 1947)
    - 아들 : 조인제(趙仁濟, 1917 – 1997)[38]
    - 자부 : 안종덕(安鍾德), 슬하에 4녀

  - 부인 : 최형록(崔亨祿, 1895 – 1968)
    - 딸 : 조계림(趙桂林,1925 – 1965)

## 기타
취향은 채식주의 자였다고 한다.

### 우익 정당 통합 노력
김구는 우익 정당 통합 노력을 추진했고, 김성수는 김성수 대로 조소앙에게 우익 정당의 통합의 필요성을 역설했다. 조소앙은 범 우익 정당의 단결에는 원칙적으로 동조하였으나, 통합의 방법을 놓고 김성수와 대립하게 되었다. 1947년 12월의 장덕수 암살 사건으로 범우익 정당 통합 노력은 깨지고 말았다.
김성수는 송진우의 피살로 인해 부득이 한민당을 맡았으나, 정당의 당수를 안 하고 임정 요인들과 합쳐서 당의 기반을 공고히 하려는 구상을 세웠다. 당시 우익 학생운동가였던 이철승(李哲承)은 김성수와 조소앙의 사이의 연결을 주선했다. 뒷날 이철승은 '제일 존경했던 조소앙 선생하고 또 한민당의 인촌 선생과 합작이 이뤄지길 기대하면서 학생의 신분이었지만, 두 분을 만나게 하는 역할을 했던 겁니다.'라고 회고했다.
그러나 남북협상 뒤에도 일부 한민당원의 꾸준한 반대에도 김성수는 조소앙을 끌어들여야 된다는 주장을 굽히지 않았다. 남북협상의 실패를 인정하고 공산당의 프락치를 축출한 뒤에도 조소앙은 여러 번 김성수로부터 통합 제의를 받았다.
계동의 김성수의 집에서는 채식주의자였던 그의 입맛에 맞도록 인촌의 부인 이아주가 손수 음식을 장만하면서까지 두 차례나 만나게 되었는데, 이철승의 표현에 의하면 '애석하게도 인촌 선생의 한민당과 조소앙 선생의 사회당과의 합당은 성사되지 못했'다고 회고하였다. 김성수와 조소앙 간의 회함에서 당의 명칭과 중앙위원들의 숫자는 합의됐지만, 토지 개혁정책 때문에 결국 그 합당문제가 실패하고 말았 다.

### 장덕수 암살 의혹
1947년 12월 장덕수가 암살당하자 한독당을 용의자로 의심되었고, 그는 용의선상에 오르게 된다. 허정은 조소앙을 찾아가 '왜 설산을 죽였소'라고 항의하였고 조소앙은 너털웃음을 짓고 직접적인 답변을 회피하였다. 허정은 장덕수 암살이 임정의 짓이라고 확신하였다. 그러나 차마 김구 주석에게는 가서 따지지 못하고 소년 시절부터 친하게 지내던 조소앙을 찾아가서 따졌다.
장덕수가 암살당하자 허정은 조소앙을 찾아가서 "왜 설산을 죽였소"라며 따졌다. 구미위원부에 10년간 근무했던 허정은 한인애국단과 이봉창, 윤봉길 거사를 준비하는데 조소앙이 기여한 점을 근거로 조소앙을 찾아갔던 것이다. 허정은 격렬하게 항의하였다. 그러나 조소앙은 너털웃음을 터뜨리며 말을 피했다. 허정은 "너털웃음으로 숨길 수 있을 줄 아시오? 끝내 속이지는 못합니다."라고 외치고는 뛰쳐나왔다. 결국 장덕수 암살 사건의 배후로 임정과 한독당, 민주의원에 모두 간부로 몸담던 김석황, 조상항이 체포되면서 김구까지 법정에 서게 되었다.

## 주요 저서
- 《한국문원(韓國文苑)》(1932)
- 《소앙집》(1933)
- 《유방집(遺芳集)》(1933)

## 관련 서적
- 조소앙 《한국문원》 (아세아문화사, 1994)
- 윤명숙, 《대한영웅전 1》 (국가보훈처, 1995)
- 이철승·박갑동, 《건국50년 대한민국 이렇게 세웠다》 (계명사, 1998)
- 한국민족운동사연구회, 《한국민족운동의 역사와 미래》 (국학자료원, 2000)
- 김기승, 《조소앙이 꿈꾼 세계:육성교에서 삼균주의까지》 (지양사, 2003)
- 홍선희, 《조소앙의 삼균주의 연구:한길아카데미 3》 (한길사, 1982)
- 조소앙, 《유방집》 (아세아문화사, 1992)
- 이철승, 박갑동 공저 《대한민국 건국 50년 이렇게 세웠다》 (계명사, 1998)
- 신용하, 《한국근대지성사 연구:신용하저작집 40》 (서울대학교출판부, 2005)
- 김재명, 《한국현대사의 비극》 (도서출판 선인, 2003)
- 이현희, 《대한민국 임시정부사 연구》 (혜안, 2001)
- 한국정신문화연구원, 《한국현대사 인물연구 2》 (백산서당, 1999)
- 김교식, 한국의 인물:신익희 (계성출판사, 1984)
- 김교식, 한국의 인물:조소앙 (계성출판사, 1984)
- 홍선희, 조소앙사상 (태극출판사, 1975)
- 강만길, 《조소앙》 (한길사, 1980)
- 권영건, 논문:조소앙의 삼균주의론 (한양대학교, 1986)
- 박현군, 기독교 정신으로 건국한 대한민국 (테마여행신문, 2017)

## 대중 매체
- 황일청 - 1981년 (제1공화국) MBC 드라마
- 신충식 - 1982년 (한) MBC 드라마
- 최흘 - 1985년 (새벽) KBS1 드라마

## 같이 보기
| - 삼균주의 - 대한민국임시정부 - 좌우합작운동 - 남북협상 - 미군정 - 이승만 - 이시영 - 김구 - 여운형 - 김규식 - 조완구 - 김붕준 | - 한국독립당 - 한국국민당 - 사회당 - 신탁통치 반대 운동 - 민족진영강화위원회 - 김석황 - 신익희 - 조인제 - 조시원 - 삼균학회 - 한인애국단 | - 조봉암 - 안재홍 - 방응모 - 여운홍 - 윤치영 - 윤치호 - 장기빈 - 장덕수 - 장준하 - 허정 - 독립유공자로 대한민국장을 수여받은 사람 |

## 역대 선거 결과
| 실시년도 | 선거   | 대수 | 직책     | 선거구      | 정당   | 득표수   | 득표율          | 순위 | 당락 | 비고 |
| -------- | ------ | ---- | -------- | ----------- | ------ | -------- | --------------- | ---- | ---- | ---- |
| 1950년   | 총선   | 2대  | 국회의원 | 서울 성북구 | 사회당 | 34,035표 | \| \| 66.60% \| | 1위  |      | 초선 |
|          | 66.60% |      |          |             |        |          |                 |      |      |      |

## 참고 자료
- 조소앙 - 대한민국헌정회
- 조소앙 : 독립유공자 공훈록 - 국가보훈처
- 조소앙이 꿈꾼 세계, 2003년, 도서출판 지영사, 김기승
- 한국방송, 〈광복 60년 특집 3부작 / 좌우를 넘어 민족을 하나로- 제 2편 조소앙[깨진 링크(과거 내용 찾기)]〉, 《인물현대사》 (2005년 1월 14일 방영)